# Droite projective
En géométrie, une droite projective est un espace projectif de dimension 1.
En première approche (en oubliant sa structure géométrique), la droite projective sur un corps {\displaystyle K}, notée {\displaystyle \mathbb {P} ^{1}(K)}, peut être définie comme l'ensemble des droites vectorielles du plan vectoriel {\displaystyle K^{2}}. Cet ensemble s'identifie à la droite {\displaystyle K} à laquelle on ajoute un point à l'infini.
La notion de droite projective se généralise en remplaçant le corps {\displaystyle K} par un anneau.

## Coordonnées homogènes
Une droite vectorielle de {\displaystyle K^{2}}, et donc un point de la droite projective {\displaystyle \mathbb {P} ^{1}(K)},
est définie par un point {\displaystyle (x_{1},x_{2})} de cette droite autre que l'origine.
Autrement dit, un point sur la droite projective {\displaystyle \mathbb {P} ^{1}(K)} est représenté par une paire de la forme :
{\displaystyle [x_{1}:x_{2}]\,}
où {\displaystyle x_{1},x_{2}\in K\,} ne sont pas tous deux nuls.  On dit que la paire {\displaystyle [x_{1}:x_{2}]\,} est un système de coordonnées homogènes de ce point.
Ce point de {\displaystyle \mathbb {P} ^{1}(K)} correspond à la droite de {\displaystyle K^{2}} d'équation {\displaystyle x_{2}x=x_{1}y\,}.
Deux telles paires {\displaystyle [x_{1}:x_{2}]\,} et {\displaystyle [x_{1}^{\prime }:x_{2}^{\prime }]\,}   représentent donc le même point de {\displaystyle \mathbb {P} ^{1}(K)} si elles ne diffèrent que par un facteur non nul λ :
{\displaystyle [x_{1}:x_{2}]=[\lambda x_{1}:\lambda x_{2}].\,}
On a défini ainsi une relation d'équivalence sur {\displaystyle K^{2}\setminus (0,0)}
et  {\displaystyle P^{1}(K)} est l'ensemble quotient de  {\displaystyle K^{2}\setminus (0,0)} par cette relation d'équivalence,
ou encore le quotient {\displaystyle {\big (}K^{2}\setminus (0,0){\big )}/K^{\ast }} de {\displaystyle K^{2}\setminus (0,0)}
par l'action par homothéties du groupe multiplicatif {\displaystyle K^{\ast }}.
On peut  K identifier au sous-ensemble de {\displaystyle \mathbb {P} ^{1}(K)} donné par :
{\displaystyle \left\{[a:1]\in \mathbb {P} ^{1}(K)\ {\big |}\ a\in K\right\}}
(l'élément {\displaystyle a} de {\displaystyle K} correspond à la droite de {\displaystyle K^{2}} d'équation {\displaystyle x=ay}).
Ce sous-ensemble couvre tous les points de {\displaystyle \mathbb {P} ^{1}(K)}, excepté le point à l'infini {\displaystyle \infty =[1:0]}
(correspondant à la droite de {\displaystyle K^{2}} d'équation {\displaystyle y=0}).

## Homographies
Le groupe linéaire GL(2, K) agit sur {\displaystyle K^{2}\setminus \{(0,0)\}} et cette action passe au quotient.
Comme les homothéties donnent l'identité par passage au quotient, on obtient une action du groupe quotient {\displaystyle \mathrm {GL} (2,K)/K^{*}}, noté PGL(2, K) et appelé groupe des homographies.
Soit {\displaystyle A={\begin{pmatrix}a&b\\c&d\\\end{pmatrix}}} une application linéaire inversible.
L'homographie correspondante {\displaystyle f} est donnée, avec les conventions du paragraphe ci-dessus, par
{\displaystyle f(x)={\frac {ax+b}{cx+d}}} si {\displaystyle x\in K} est différent de {\displaystyle -{\frac {d}{c}}}.
Pour {\displaystyle x=-{\frac {d}{c}}}, on a {\displaystyle f(x)=\infty }.
L'image du point à l'infini est {\displaystyle {\frac {a}{c}}}.
Si {\displaystyle c=0}, alors {\displaystyle f} est une transformation affine : les transformations affines apparaissent comme les homographies qui conservent le point à l'infini.
L'action de PGL(2, K) sur P1(K) est strictement 3-transitive, c'est-à-dire qu'étant donné deux triplets de points deux à deux distincts {\displaystyle (x_{1},x_{2},x_{3})} et {\displaystyle (y_{1},y_{2},y_{3})}, il existe une homographie et une seule telle que
{\displaystyle f(x_{i})=y_{i}} (pour le montrer, on peut se ramener par composition au cas particulier {\displaystyle (y_{1},y_{2},y_{3})=(0,1,\infty )}).

### Birapport
Soient {\displaystyle a,b,c,d} quatre points distincts. Il existe une homographie et une seule qui envoie
{\displaystyle (a,b,c)} sur {\displaystyle (\infty ,0,1)}. L'image du quatrième point {\displaystyle d} est par définition
le birapport de ces quatre points, et noté {\displaystyle [a,b,c,d]}. Si ces points sont tous différents de {\displaystyle \infty },
{\displaystyle [a,b,c,d]={\frac {c-a}{c-b}}:{\frac {d-a}{d-b}}}, d'où le nom. (Comparer à l'article Rapport anharmonique.)
Le birapport {\displaystyle [a,b,c,\infty ]} est égal à {\displaystyle {\frac {c-a}{c-b}}}.

## Exemples

### Nombres réels
Si {\displaystyle K} est le corps {\displaystyle \mathbb {R} } des nombres réels, alors la droite projective réelle est obtenue en intersectant les droites vectorielles de {\displaystyle \mathbb {R} ^{2}} avec le cercle unité et en identifiant chaque point de ce cercle au point diamétralement opposé (puisqu'il correspond à la même droite). En termes de théorie des groupes, ceci équivaut à prendre le groupe quotient du cercle par le sous-groupe {\displaystyle \{1;-1\}}. 
La topologie de cet espace quotient est celle d'un cercle. On peut en effet le concevoir en imaginant les {\displaystyle +\infty } et {\displaystyle -\infty } des nombres réels collés ensemble pour ne former qu'un seul point à l'infini, {\displaystyle \infty }, dit point à l'infini dans la direction de la droite réelle.
La droite projective réelle diffère donc de la droite réelle achevée, où une distinction est faite entre {\displaystyle +\infty } et {\displaystyle -\infty }.

### Nombres complexes

La sphère de Riemann. L'application est la réciproque de la projection stéréographique, du plan complexe vers la sphère privée du point noté

Si le corps {\displaystyle K} est l'ensemble des nombres complexes, on obtient de même la droite projective complexe comme espace topologique quotient, homéomorphe à la sphère usuelle. Elle est aussi connue sous le nom de sphère de Riemann ou sphère de Gauss. Elle s'identifie au plan complexe {\displaystyle \mathbb {C} } auquel on ajoute un point à l'infini.
C'est l'exemple le plus simple de surface de Riemann compacte. Ceci explique qu'on rencontre souvent la droite projective en analyse complexe, en géométrie algébrique et en théorie des variétés complexes.

### Corps finis
Si {\displaystyle K} est le corps corps fini à {\displaystyle q} éléments, alors la droite projective est constituée de {\displaystyle q+1} points. En effet, on peut décrire toutes les droites de {\displaystyle K^{2}}, sauf une, par une équation de la forme {\displaystyle x=ay} où {\displaystyle a\in K}. La droite restante est celle d'équation {\displaystyle y=0}.